# Satèl·lit artificial
Un satèl·lit artificial (o orbitador) és un objecte fabricat per l'ésser humà i llançat a l'espai que amb una velocitat adient perquè sigui capaç de mantenir-se en una òrbita estable al voltant de la terra o un altre cos celeste sense precipitar-se contra la superfície d'aquest. El primer satèl·lit artificial va ser l'Spútnik 1 llançat l'any 1957 per l'URSS.
Encara que tant les estacions espacials, els vehicles espacials tripulats i les últimes etapes propulsores dels coets llançadors que resten en òrbita, són tots satèl·lits artificials segons la definició estricta del terme, normalment s'utilitza per a les plataformes automatitzades d'instruments en òrbita terrestre que serveixen per a fins científics, militars i/o comercials. La resta d'aquest article només prendrà en compte aquesta darrera accepció. Els elements que resten orbitant i ja no fan una funció per a la qual han estat dissenyats passen a anomenar-se residus o escombraria satel·litaris. En cas que no romanguin en òrbita poden anomenar-se residus espacials.

## Instruments a l'espai

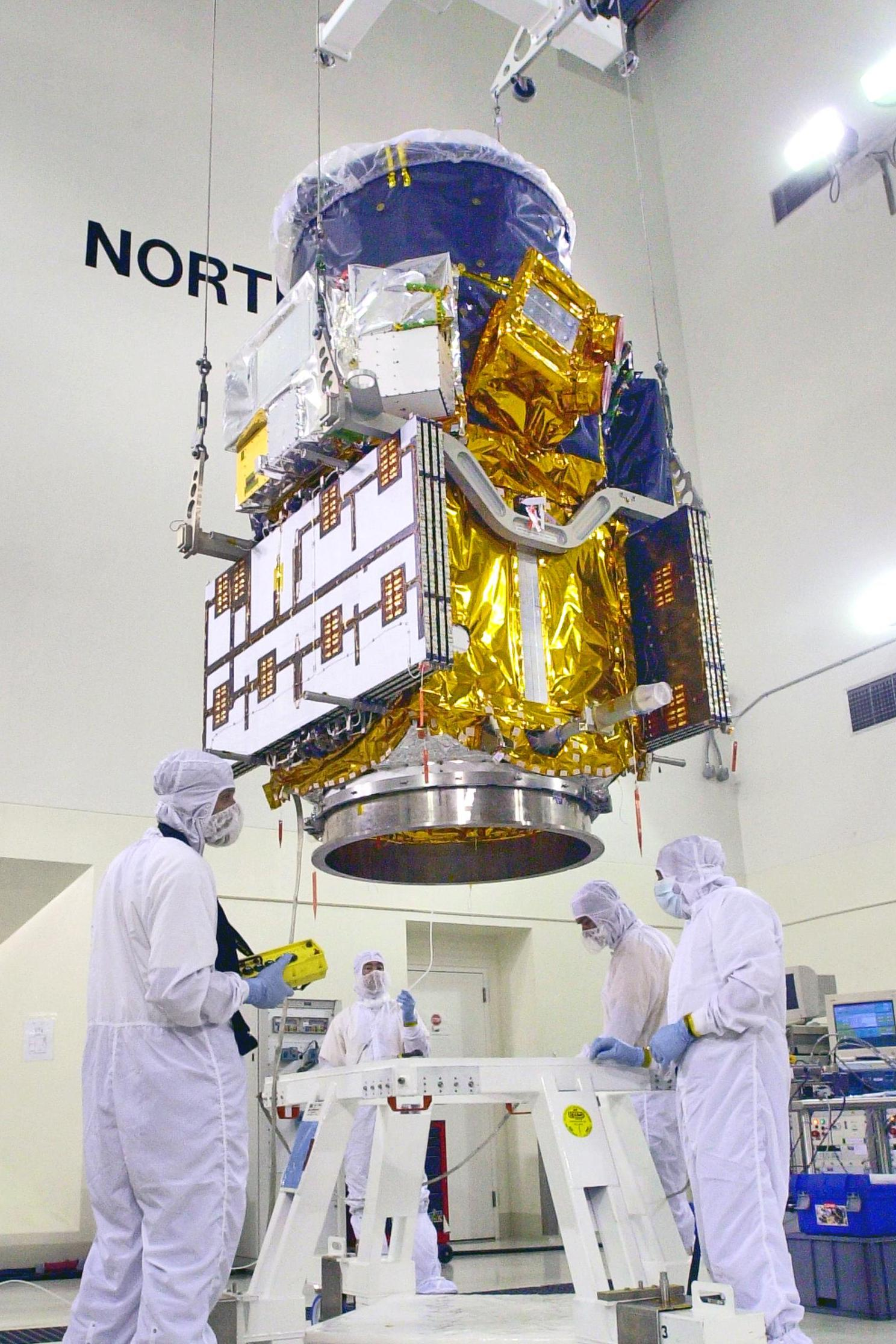
Satèl·lit artificial durant la inspecció prèvia al llançament

Els satèl·lits artificials no són, en essència, res més que instruments i dispositius posats en una ubicació física privilegiada: l'espai. Allí, poden acomplir tasques impossibles o difícils de realitzar des de la superfície terrestre, o fer-ho d'una manera molt més eficaç. Les raons per les quals això és així són diverses i depenen de la natura de l'instrument i de la missió que aquest ha de dur a terme. Tot i així es poden distingir tres aspectes que, per ells sols, motiven l'existència de la majoria de satèl·lits:

### L'alçada a què es pot trobar el satèl·lit
Encara que la simple alçada pugui semblar una raó banal per justificar l'existència d'un satèl·lit, és en realitat allò que els permet de ser tan útils com a mitjans de comunicació i observació. El motiu és simple: com més alt estigui un instrument, més superfície terrestre podrà veure'l. És el mateix efecte de perspectiva que fa que les antenes de comunicacions s'instal·lin en llocs elevats per permetre que el seu senyal arribi a més usuaris, o que s'utilitzin fotografies preses des d'un avió per obtenir informació sobre grans extensions de terreny d'una manera fàcil i ràpida. En els satèl·lits artificials aquests principis continuen sent vàlids, però pel fet d'estar a més altitud aquests últims poden abastar una superfície molt més gran que les tècniques tradicionals.
1. El desplaçament del satèl·lit al llarg de la seva òrbita: El fet que els satèl·lits es desplacin sobre una òrbita, donant voltes a la Terra, fa que d'una manera natural passin periòdicament per sobre d'una fracció important de la superfície del globus. Els seus instruments tenen així l'oportunitat d'observar punts de difícil accés o simplement de recollir dades d'abast mundial.
2. Les característiques del medi espacial: Moltes de les característiques del medi en el qual evolucionen els satèl·lits són difícils o no es poden reproduir a terra (p. ex. la microgravetat, condicions d'observació dels cossos celestes...). El medi espacial és també de vegades objecte d'estudi. Tot això fa que existeixin força satèl·lits amb instruments que permeten de realitzar diverses experiències científiques que només es poden dur a terme a l'espai.

### Pilotatge a distància
A causa d'estar situats a l'espai, els satèl·lits són instruments que no es poden controlar directament per interacció física. Forçosament, les persones que els controlen (anomenats operadors) han de poder fer-ho des de la superfície terrestre. Per a això s'utilitza un enllaç de comunicació per ràdio. S'han de poder enviar i rebre dades cap i des del satèl·lit per poder:
1. Dir al satèl·lit l'acció que ha de dur a terme (p. ex. "Pren una fotografia ara")
2. Recuperar la informació que les accions comandades generen com a resposta (p. ex. la fotografia en si)

Per convenció, les comandes enviades vers el satèl·lit prenen el nom de telecomandes. De la mateixa manera, les informacions rebudes prenen el nom de telemesures. El lloc físic on els operadors envien telecomandes i reben telemesures s'anomena centre de control del satèl·lit.
Com que a causa del moviment orbital aquest enllaç de comunicació només és disponible durant uns quants minuts al dia, el satèl·lit ha de ser capaç d'emmagatzemar les comandes i executar-les al moment oportú. També ha de poder emmagatzemar els resultats per enviar-los quan la comunicació amb el centre de control sigui possible.

## Components
La part més important dels satèl·lits és la seva càrrega útil, és a dir, els instruments i dispositius que acompliran la missió que té assignada (p. ex. les càmeres fotogràfiques d'un satèl·lit d'observació o el conjunt d'antenes, receptors i emissors d'un satèl·lit de comunicació). La resta del satèl·lit (anomenada plataforma o bus) està constituïda per tota la maquinària necessària perquè la càrrega útil pugui funcionar.

### Càrrega útil
La càrrega útil varia segons la missió del satèl·lit, per això existeixen de moltes menes i funcions. Entre les més habituals trobem:
- Càmeres i telescopis: permeten d'obtenir imatges de la terra o dels cossos celestes en diferents longituds d'ona.
- Emissors, receptors i antenes: permeten utilitzar el satèl·lit com un repetidor per poder transmetre informació entre dos punts allunyats de la superfície terrestre.
- Radars: obtenen informació gràcies a ones de ràdio.
- Sensors de radiació i altres magnituds físiques: recullen informació sobre el medi espacial.

### Plataforma

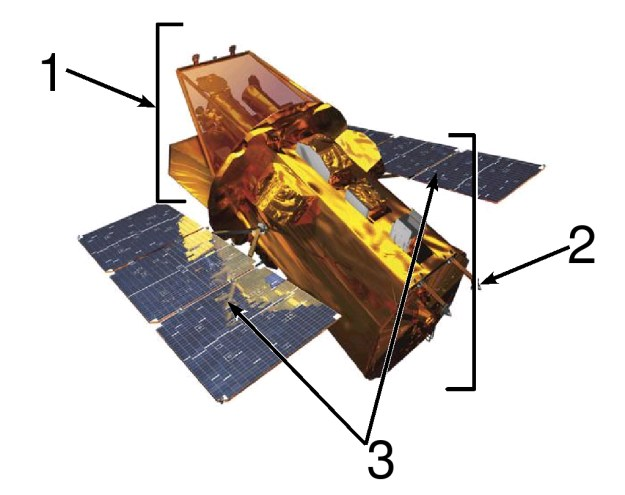
Parts principals del satèl·lit Swift: 1) Càrrega Útil (telescopis); 2) Plataforma; 3) Plaques solars.

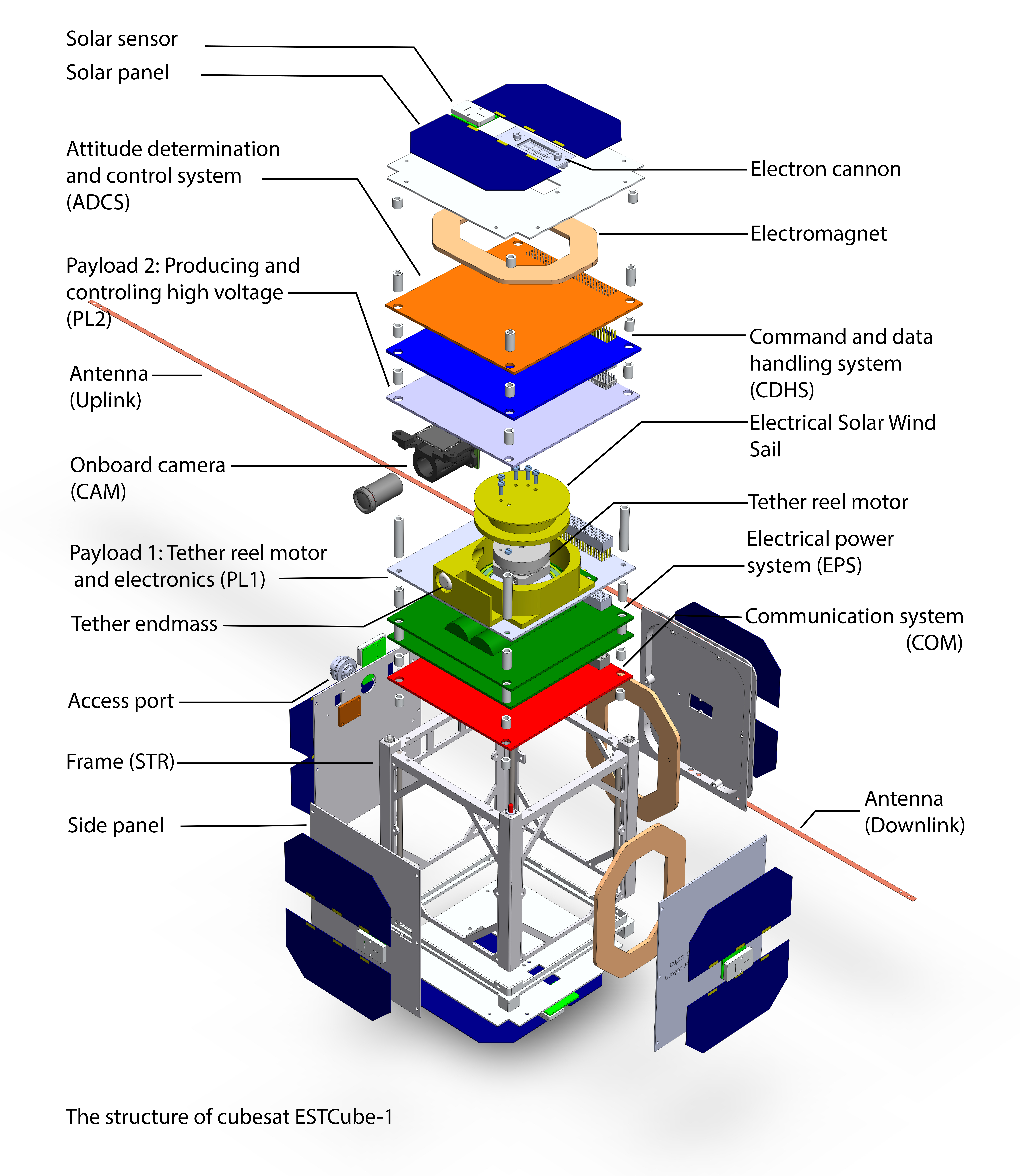
Diagrama del microsatèl·lit tipus CubeSat ESTCube-1.

Al contrari que per la càrrega útil, les funcions que la plataforma s'encarrega de realitzar són pràcticament idèntiques per a tots els satèl·lits artificials. Per a cada una de les funcions s'acostuma a designar el conjunt d'elements que la realitza amb el nom de "subsistema". Els diferents subsistemes de la plataforma són:
Subsistema d'alimentacióTé la funció de proporcionar energia elèctrica a la resta de la plataforma i a la càrrega útil. La majoria dels satèl·lits obtenen la seva energia directament del Sol per mitjà de plaques solars. També disposen d'una bateria que només utilitzen quan es troben a l'ombra de la Terra i que recarreguen quan tornen a rebre llum solar.
Subsistema de control tèrmicGaranteix una temperatura de funcionament adequada a tots els instruments del satèl·lit. A l'espai, els cossos estan sotmesos a temperatures extremes, anant des de centenars de graus Celsius a les zones irradiades per la llum del sol fins a 3 K (-270 °C) a les zones en ombra. El subsistema de control tèrmic equilibra aquestes diferències per mitjà de radiadors, calefactors o dispositius de transferència de calor, de manera que els instruments a l'interior es troben a una temperatura estable normalment compresa entre 10 °C i 20 °C.
Subsistema de propulsióTé la tasca de modificar l'òrbita del satèl·lit si necessari. Molts satèl·lits artificials disposen de petits motors coet que els permeten de realitzar correccions d'òrbita. Aquestes correccions són normalment comandades per les persones que controlen el satèl·lit des del seu centre de control a terra.
Subsistema de control de l'orientacióPermet de controlar cap on estan apuntats el satèl·lit i els instruments de la càrrega útil. Moltes missions requereixen que el satèl·lit sigui capaç d'apuntar cap a una direcció determinada (p. ex. en els satèl·lits d'observació de la terra cal que la càmera estigui apuntada amb precisió vers la regió de la superfície que es vol estudiar). A més, també cal apuntar les plaques solars cap al Sol perquè aquestes produeixin energia. Existeixen moltes maneres d'acomplir aquestes necessitats. En general cal que el satèl·lit pugui conèixer la seva orientació per mitjà d'algun sensor (p. ex. sensor estel·lar, sensor solar, magnetòmetre…) i que pugui canviar-la amb algun tipus de dispositiu d'acció (p. ex. motors coet, rodes de reacció).
Subsistema de telecomunicacióS'utilitza per rebre les comandes del centre de control del satèl·lit i transmetre-hi les dades recollides. Tots els satèl·lits disposen d'un sistema complet d'emissors, receptors i antenes amb el que poden establir enllaços bidireccionals de dades amb el centre de control per mitjà d'ones de ràdio. Per aquests enllaços els operadors envien al satèl·lit les ordres que aquest ha d'executar i recullen les dades generades pels instruments embarcats.
Subsistema de control bordPermet de fer funcionar la resta de subsistemes de forma automàtica sense intervenció del centre de control. Tots els satèl·lits necessiten un grau important d'autonomia, ja que realitzen tasques complexes sense la intervenció directa d'un operador humà. Per això, disposen d'un ordinador amb un programa informàtic capaç d'interpretar les ordres rebudes del sol i de fer funcionar el satèl·lit en conseqüència, inclús quan l'enllaç amb el centre de control no està disponible. El subsistema de control bord també pren tot sol les decisions necessàries per assegurar que el satèl·lit no "mori" (p. ex. si detecta que la bateria s'està descarregant perillosament, apagarà els instruments que no siguin imprescindibles per tal d'estalviar energia).
Com que aquestes funcions són idèntiques per a moltes missions, un mateix model de plataforma pot ser reutilitzat en més d'un satèl·lit. Així es pot disminuir el cost de desenvolupament i producció, alhora que l'experiència acumulada en la utilització d'una plataforma permet, en les missions següents, de disminuir el risc de perdre el satèl·lit a causa d'errors de disseny o d'operació. Algunes de les plataformes reutilitzades d'aquesta manera són:
- Eurostar, SpaceBus, SSL1300, Boeing702 són utilitzades en satèl·lits de comunicacions.
- Proteus és una plataforma per a satèl·lits científics i d'observació en òrbita baixa.
- Myriade, MicroSat-100 són plataformes per a microsatèl·lits (satèl·lits de massa inferior a 200 kg).

## Llançament i òrbites
L'òrbita és la trajectòria que el satèl·lit descriu en donar voltes al voltant de la Terra. És un paràmetre molt important per al satèl·lit, ja que determina quina serà la seva posició relativa respecte a la superfície terrestre, i, per tant, en gran part del tipus de missió que aquest podrà dur a terme.
Degut a les lleis de la mecànica celeste, les òrbites dels satèl·lits tenen la forma d'una el·lipse que en la majoria dels casos és molt poc excèntrica (és a dir tendeix à ser una circumferència). Encara que poden ser molt variades, les òrbites dels satèl·lits acostumen a pertànyer als tipus següents:
Òrbita terrestre baixa (en anglès Low Earth Orbit, LEO)S'aplica a les òrbites a alçades entre 100 km (límit inferior de l'espai) i 1.000 km. Són, amb diferència, les òrbites més comunes. Les utilitzen principalment els satèl·lits d'observació i alguns satèl·lits de comunicació moderns. En ser properes a la Terra, en faciliten l'observació. D'especial interès són les òrbites polars:
Òrbita polarÒrbites que passen per sobre dels pols de la Terra. En aquestes òrbites, el satèl·lit "escombrarà" (passarà per sobre) tota la superfície del globus al cap d'un temps relativament curt, cosa que permet d'obtenir dades d'abast mundial. El fenomen és a causa del fet que mentre que la Terra gira l'òrbita queda sempre fixa. Vegeu l'animació següent per a una representació d'un satèl·lit en òrbita polar: Òrbita Polar (1.6 MB)
Òrbita terrestre mitjana (anglès Medium Earth Orbit, MEO)Són les òrbites entre 1.000 i 30.000 km. Degut a la seva alçada, els satèl·lits poden ser vists des d'extensions més grans de la terra. Són utilitzades pels satèl·lits de navegació.
Òrbita geoestacionària (anglès Geostationary Earth Orbit, GEO)Es tracta de l'òrbita circular a 36.000 km d'alçada situada sobre l'equador. En aquesta òrbita, el satèl·lit triga a donar una volta a la Terra exactament el temps que aquesta triga a donar una volta sobre ella mateixa. Això fa que la seva posició relativa respecte a la superfície sigui constant. Són utilitzades pels satèl·lits de comunicació per tres motius: (1) els satèl·lits són visibles constantment, (2) les antenes per rebre les emissions del satèl·lit poden ser fixes (ja que sempre estan a la mateixa posició en el cel, vists des de la Terra), i (3) l'alçada els permet d'actuar sobre regions molt extenses. Molts satèl·lits d'observació meteorològica també estan situats en aquesta òrbita.
Com que la quantitat d'òrbites que permeten realitzar missions interessants és limitada, cada vegada un nombre més important de satèl·lits, restes de satèl·lits i restes de coets s'hi acumula. Això es fa palès especialment en les òrbites baixes, on, després de 50 anys d'era espacial, hi ha tanta ferralla que abans de posar un satèl·lit en una òrbita cal assegurar-s'hi que no trobarà obstacles en la seva trajectòria amb els quals pugui xocar.
Perquè un objecte entri en òrbita cal que assoleixi una velocitat molt important anomenada velocitat orbital. Aquesta velocitat depèn de l'alçada de l'òrbita i és de l'ordre de 7 km/s per a les òrbites baixes. Per a òrbites més altes, encara que sembli contradictori, aquesta velocitat és menor. El que és evident és que per posar un satèl·lit en una òrbita més alta, l'energia que se li ha de proporcionar també és més gran. En el llançament, un coet s'encarrega de posar el satèl·lit a l'alçada i velocitat adequades corresponents a l'òrbita desitjada. L'energia necessària és enorme, i és un dels motius que fa que llançar un satèl·lit sigui molt car.
Un altre aspecte important és l'estabilitat de l'òrbita, és a dir si naturalment el satèl·lit continuarà sempre sobre la mateixa el·lipse o aquesta canviarà. Sorprenentment, moltes de les òrbites que els satèl·lits utilitzen són inestables a llarg termini. En aquests casos, el satèl·lit ha de dur a terme periòdicament correccions d'òrbita amb el seu propi subsistema de propulsió per mantenir-se a la bona trajectòria.

## Aplicacions
Els satèl·lits tenen aplicacions molt variades i importants, tant en el camp civil com en el militar. Encara que els satèl·lits es limiten a obtenir i/o transmetre informació, aquesta informació pot ser de gran utilitat per les activitats humanes a terra. Les dades dels satèl·lits tenen un paper clau en molts aspectes de la vida moderna (televisió per satèl·lit, navegació per GPS, previsions meteorològiques…), i la seva importància creix a mesura que la tecnologia permet fer satèl·lits amb més complexitat i capacitat.
Hi ha molts tipus de satèl·lits artificials segons la missió que acompleixen:
- Satèl·lits d'observació: Obtenen imatges de la superfície terrestre en tota mena de resolució (des de kilòmetres fins a inferiors al metre) i longitud d'ona (des de la llum visible fins a les ones de ràdio). Aquestes imatges permeten de:
  - Cartografiar zones de difícil accés.
  - Fer un seguiment dels recursos naturals (massa forestal, collites, oceans...).
  - Identificar jaciments i recursos minerals.
  - Obtenir informació sobre les instal·lacions militars d'altres països (són els anomenats Satèl·lits espies).
- Satèl·lits meteorològics: Proporcionen informació periòdica sobre l'activitat atmosfèrica, normalment per mitjà d'imatges. Els de més anomenada són els que estan situats en òrbita geoestacionària (ex. Meteosat), però també existeixen en òrbita baixa (ex. MetOp).
- Satèl·lits científics: Recullen dades directament a l'espai (del camp magnètic terrestre, aurores polars, radiacions...) o realitzen experiències científiques especials.
- Satèl·lits astronòmics: Permeten escrutar l'espai sense l'obstacle que suposen els núvols i l'atmosfera terrestre.
- Satèl·lits de navegació: Permeten determinar la posició de qualsevol punt de la superfície del globus amb molta precisió. Són utilitzats per a la navegació de vaixells, avions i cotxes, però també per guiar míssils i altres armes. Existeixen dos sistemes operacionals: GPS (americà) i GLONASS (rus). La unió europea està desenvolupant un tercer sistema, Galileo.
- Satèl·lits de comunicacions: S'utilitzen per a la transmissió d'informació (emissions de TV, telefonia, dades...) i solen situar-se en òrbita geoestacionària. Serveixen per:
  - Transmetre una emissió directament a grans regions de la superfície (per exemple, a un continent sencer).
  - Establir enllaços de comunicació a gran distància.
  - Donar una cobertura telefònica d'abast mundial (sistemes Iridium i Globalstar).
- Satèl·lits detectors de míssils: Permeten detectar els llançaments de míssils intercontinentals.
- Satèl·lits d'escolta electrònica: Recullen i emmagatzemen les emissions de ràdio per a l'obtenció d'informació per part dels serveis secrets.

## Multimèdia
| (video) | Òrbita polar (informació)                                               |
| (video) | Si teniu problemes per visualitzar el vídeo, vegeu Ajuda:Àudio i vídeo. |